# Apropos Film
Apropos Film (Eigenschreibweise =APROPOS FILM=) war ein Filmmagazin im Fernsehen, das ab 1967 vom ORF produziert wurde. Schöpfer waren die Wiener Filmjournalisten Peter Hajek und Helmuth Dimko. Ab 1970 bis zu ihrer Einstellung 2002 wurde die Sendung mit dem ZDF koproduziert und auch in Deutschland ausgestrahlt.
Apropos Film wurde produziert, nachdem Hajek und Dimko dem damaligen Fernsehdirektor des ORF, Helmut Zilk, vorschlugen, ein Filmjournal fürs Fernsehen zu produzieren, das in seiner Art neu war und die Filmbranche in einer ähnlich skurrilen Weise zeigen sollte, wie sie es nach Meinung von Hajek und Dimko letztlich in ihrem Inneren war. Zilk ließ sich auf das Experiment ein und wurde mit dem Erfolg des Formats belohnt. Vor allem in den ersten Jahren erfolgten mehrfache Tabubrüche. So berichtete etwa Mel Ferrer am Grab von Mary Vetsera über seine Produktion Mayerling, und James Mason lief mit Maske in Anlehnung an seine Rolle als Franz Joseph I. Schlittschuh. Die Macher ließen Richard Romanowsky bei seinem letzten öffentlichen Auftritt von seiner Jenseitssehnsucht berichten und waren die ersten, die Roman Polański acht Monate nach dem Mord an seiner Frau Sharon Tate interviewten. Betrogen fühlten sich verschiedene Wienerinnen, nachdem diese auf das Inserat eines fiktiven Hollywood-Produzenten, verkörpert von dem Burgschauspieler Wolfgang Gasser, reagierten und sich für diesen auszogen. Nach der Ausstrahlung reagierten manche der Frauen empört und zeigten die Produzenten wegen Betruges an. Auf Wunsch des Nachwuchsregisseurs Hans Schyugl projizierten Hajek und Dimko Teile seines Werkes, die in erster Linie aus Toilettensprüchen bestanden, auf die Wände eines Wiener Pissoirs des Wiener Westbahnhofs. Nach wenigen Minuten griff die Polizei ein und beendete die Aktion, die beiden wurden wegen Verbreitung von Pornografie angeklagt, jedoch freigesprochen.
Inhaltlich befasste sich das Magazin mit weitestgehend allen Bereichen der Filmindustrie: mit Personen vor und hinter der Kamera, Filmen, Festivals, neuen Trends sowie der Filmproduktion an sich. So berichtete das Magazin früh über die Entwicklung New Black Cinema oder der neuen Sichtweise auf die Ureinwohner Nordamerikas im Film. Hedy Lamarr, zu dem Zeitpunkt weitestgehend vergessen, wurde 1970 in einem New Yorker Hotel erstmals seit langem wieder interviewt, ein Teil des Honorars war eine Sachertorte. Vom Filmfestival in Cannes berichtete Apropos Film 1969 noch als einziges Filmteam neben dem französischen Fernsehen. Über die Zeit veränderten sich der Sendeplatz, die Laufzeit, die Moderatoren und selbst das Format immer wieder. Die Pilotfolge wurde am 26. November 1967 ausgestrahlt, Moderator war Peter Schratt, die eigentliche erste Episode lief am 5. Januar 1968 und wurde von Dietmar Schönherr moderiert. In den ersten Jahren liefen im Jahr sechs Folgen. Im ersten Jahr wurden Hajek und Dimko vom Regisseur Jörg A. Eggers unterstützt, im zweiten Jahr von Kameramann und Gestalter Xaver Schwarzenberger. Seit 1970 waren sie alleinverantwortlich. Hinter der Kamera standen bekannte Kameraleute wie Helmut Voitl, Walter Kindler, Karl Kases, Hans Selikovsky, Sepp Riff, Wolfgang Simon, Peter Rösler, Jürg V. Walther, Rick Robertson, Mike Oates und Harry Dawson. Zu weiteren langjährigen Mitarbeitern gehörten Herbert Krill, Helga Oswald (beide USA), Herb Andress, Veit und Margit Mölter (Rom), Gerhard Hynek (Paris), Joe Hembus (Deutschland) sowie Simon Witter (London). Da in der Anfangszeit des Magazins noch keine Filmausschnitte von den Verleihern zur Verfügung gestellt wurden, drehten die Kameraleute Szenen in den Kinosälen bei laufendem Betrieb mit. Produziert wurde die Sendung seit 1976 von der Produktionsfirma mungo-film. Später wurde die Sendung, die zumeist zuerst im ZDF lief und etwa eine Woche später im ORF, auch vom SRF übernommen. Die Moderation wurde im Laufe der Zeit für einen Kommentator aus dem Off aufgegeben. Bei der letzten Neukonzeptionierung wurde auf die quartalsweise Ausstrahlung umgestellt.
Gelobt wurde, dass sich die Macher der Sendung sich und ihr Produkt nicht so wichtig nahmen, oftmals augenzwinkernd agierten und dennoch seriöse Unterhaltung und Information boten. In Rückblicken zum 25-jährigen Jubiläum wurde etwa gelobt, die Sendung sei die „immer noch beste Kino-Schau des Fernsehens“ im deutschsprachigen Raum oder auch Die lebendigste Kinosendung des deutschen TV-Programms wird im Ausland produziert – =APROPOS FILM=. die jüngste Folge, die einmal mehr die bewährt—gekonnte Mischung von Film-Szenen, Interviews und Hintergrund bot. Fakten statt Klatsch, Objektbezogenes statt Oberflächlichkeit [...] Unprätentiös ließen sie Diane Keaton über ihre erste Regie-Arbeit berichten, augenzwinkernd, wie Drehbuch—Beraterin Linda Seger sich selbst darstellen durfte. Nach mehr als 35 Jahren und 400 Folgen wurde die Sendung mit der letzten Folge am 25. November 2002 eingestellt, als Grund wurde angegeben, Die veränderten Arbeitsbedingungen auf dem Filmmarkt erschwerten immer mehr eine freie journalistische, umfassende und differenzierte Aufarbeitung von Trends und Hintergründen. Schlussbild war eine in der Daily Variety aufgegebene Todesanzeige für Apropos Film.
Aus Anlass des 25. Jubiläums war Apropos Film 1992 Inhalt einer Retrospektive auf dem Filmfest München, wo ein Zusammenschnitt der besten Szenen gezeigt wurde. 2005 wurde Apropos Film im Rahmen der Viennale nochmals Teil einer Retrospektive zur Österreichischen Fernsehgeschichte. 1972 wurde das Magazin mit der Goldenen Kamera ausgezeichnet.

## Belege
1. ↑  ZDF-Pressemitteilung: Viermal "Apropos Film" im Jahr 2001 / ZDF-Kinomagazin ab 4. Februar sonntags um 23.45 Uhr. 2. Februar 2001, abgerufen am 9. März 2019.
2. ↑  Rofl-Michael Simon in Neue Ruhr Zeitung, Essen, 14. März 1991
3. ↑  ZDF Jahrbuch - November 2002. Abgerufen am 9. März 2019.
4. ↑  Anton Silhan: Fernsehgeschichte ohne Nostalgie - Filmarchiv-Reihe "ORF 3" stellt bei der Viennale den gleichnamigen fiktiven, alternativen TV-Sender vor. In: Wiener Zeitung. Abgerufen am 9. März 2019.